# The Great Universal Mystery
The Great Universal Mystery  è un cortometraggio muto del 1914 diretto da Allan Dwan.
È un documentario promozionale dell'Universal con protagonisti alcuni degli attori più noti dell'epoca che appaiono in brevi cameo nel ruolo di sé stessi. Insieme ai divi dello schermo, in questo cortometraggio a un rullo, anche molti registi e alcuni produttori e impresari, come Carl Laemmle e Robert Z. Leonard.

## Produzione
Il film fu prodotto dalla Nestor Film Company.

## Distribuzione
Distribuito dall'Universal Film Manufacturing Company, il documentario - un cortometraggio in una bobina - uscì nelle sale cinematografiche statunitensi il 10 luglio 1914.